# 30 Rockefeller Plaza
Il 30 Rockefeller Plaza è un grattacielo situato nel quartiere di Midtown a New York, negli USA. L'edificio è realizzato in stile Art déco e costituisce il cuore pulsante del Rockefeller Center. 
Inaugurato nel 1933 col nome di RCA Building, è stato poi chiamato GE Building dal 1987 al 2015, anno in cui è stato acquistato dalla Comcast che gli ha dato il nome di Comcast Building. Situato al numero 30 di Rockefeller Plaza, l'edificio è noto tra i newyorkesi col nome mutuato dall'indirizzo stradale e spesso abbreviato in 30 Rock. Questo grattacielo deve la sua fama preminentemente alla presenza al suo interno degli studi televisivi dell'emittente NBC. Con i suoi 259 metri di altezza è uno degli edifici più alti di New York.

## Posto
Il 30 Rockefeller Plaza fa parte del complesso del Rockefeller Center nel quartiere Midtown Manhattan di New York City. Doveva essere la struttura centrale del Rockefeller Center, sia fisicamente che simbolicamente. Il terreno è quasi rettangolare e copre 10.011,8 m², delimitato dalla Sixth Avenue a ovest, dalla 50th Street a nord, da Rockefeller Plaza a est e dalla 49th Street a sud. Il sito ha una facciata di 545 metri sulla 49ª e 50ª Strada e una facciata di 175,46 metri sulla Sesta Avenue. L'ingresso principale si trova sulla Rockefeller Plaza, una strada pedonale privata che attraversa il complesso, parallela alla Quinta e alla Sesta Avenue. Di fronte all'ingresso principale del 30 Rockefeller Plaza, sotto il livello del suolo, si trova la Lower Plaza. All'edificio è assegnato un proprio CAP, 10112; era uno dei 41 edifici di Manhattan che avevano i propri codici postali nel 2019.
Dall'altra parte della Sixth Avenue, l'edificio si affaccia sulla 1221 Avenue of the Americas a sud-ovest, sulla 1251 Avenue of the Americas a ovest e sulla 1271 Avenue of the Americas a nord-ovest. Il Radio City Music Hall, 1270 Avenue of the Americas e 50 Rockefeller Plaza sono invece a nord. Dall'altra parte della Rockefeller Plaza ci sono l'International Building a nord-est, La Maison Francaise e il British Empire Building a est, e 1 Rockefeller Plaza e 608 Fifth Avenue a sud-est. Inoltre, 10 Rockefeller Plaza è a sud. Il sito faceva precedentemente parte del campus della Columbia University, che mantenne la proprietà della maggior parte del terreno anche dopo la costruzione del complesso.

## Architettura
Il 30 Rockefeller Plaza è stato progettato dagli Associated Architects del Rockefeller Center, composto dagli studi Corbett, Harrison & MacMurray; Cappuccio, Godley e Fouilhoux; e Reinhard & Hofmeister. Raymond Hood era l'architetto principale del complesso. Gli architetti associati progettarono tutti gli edifici del Rockefeller Center in stile Art Déco. Sviluppato come parte della costruzione del Rockefeller Center, 30 Rockefeller Plaza fu inaugurato nel 1933 come RCA Building. 30 Rockefeller Plaza è alto 872 piedi ed è stato costruito come un'unica struttura che occupa l'intero isolato tra la Sesta Avenue e Rockefeller Plaza.
Il progetto è stato influenzato dal desiderio del manager del Rockefeller Center John Todd che l'edificio sfruttasse i suoi diritti aerei al massimo potenziale. 30 Rockefeller Plaza raggiunge un tetto piano, a differenza di alcuni degli altri grattacieli costruiti a New York nello stesso periodo. Questi includevano il Chrysler Building, 70 Pine Street e 40 Wall Street, che utilizzavano le guglie per raggiungere la loro massima altezza. Hartley Burr Alexander, un professore di mitologia e simbologia che ha supervisionato il programma artistico del Rockefeller Center, ha guidato l'installazione di opere d'arte in tutto il complesso.

### Struttura
La struttura del 30 Rockefeller Plaza è stata progettata in tre parti. La sezione più orientale contiene una torre di 66 piani con due piani di vendita al dettaglio a ovest e ad est. La torre è circondata da una sezione più corta a forma di U a nord, ovest e sud. Alcune fonti danno l'altezza di 30 Rockefeller Plaza a 70 piani, ma ciò deriva da un comunicato stampa iperbolico di Merle Crowell, l'addetto stampa del complesso durante la costruzione. Al centro del sito c'era una sezione di nove piani senza finestre, che ospitava gli studi della NBC. La parte occidentale del sito risale verso una torre di 16 piani. Alla sezione occidentale al 1250 Avenue of the Americas, precedentemente nota anche come RCA Building West, si accede principalmente dalla Sixth Avenue. La facciata della dependance si eleva direttamente dal marciapiede, con intagli agli angoli, perché i lotti d'angolo erano proprietà private al momento della costruzione dell'edificio nel 1935.
La volumetria fu influenzata dalla Risoluzione sulla zonizzazione del 1916, che limitò l'altezza che i muri esterni sul lato della strada degli edifici di New York City potevano innalzare prima che fosse necessario incorporare battute d'arresto che incassassero i muri esterni degli edifici lontano dalle strade. La base dell'edificio poteva salire solo fino a 120 metri prima di doversi assottigliare fino a diventare una torre che copriva il 25% del sito. La torre orientale sembrava violare questo principio poiché misurava 103 x 327 metri, ma la base misurava solo 200 x 535 piedi. La base non occupa l'intero terreno, che misura 61 x 204 m.

### Facciata
La facciata è in pietra calcarea del Rockefeller Plaza al 30° piano include timpani con motivi a quattro foglie in stile gotico. Influenzò il design del resto del complesso. Il primo piano è rivestito in granito di Deer Island fino a un'altezza di 1,2 m. Il resto della facciata è rivestito in calcare dell'Indiana e pannelli in alluminio. Nella costruzione sono stati utilizzati circa 6.000 m³ di pietra calcarea, 120 m³ di granito e 6.000 timpani. La pietra calcarea copriva 56.000 m². I blocchi di pietra calcarea sono posati in modo leggermente irregolare e presentano striature per un effetto visivo. Inoltre, 10,38 milioni di mattoni sono stati integrati nella facciata.
Una volta completato, il 30 Rockefeller Plaza aveva anche 6.045 finestre, con 19.700 riquadri in totale, per una superficie complessiva di 15.639 m².

#### Entrata
A livello stradale, la muratura è relativamente scarsamente decorata. L'ingresso principale del 30 Rockefeller Plaza è stato progettato come una loggia di tre archi: uno al centro, che misura 11 m di altezza per 4,3 m di larghezza, e due sui lati, che misurano 8,2 m di altezza per 4,0 m di larghezza. Lee Lawrie ha progettato il gruppo scultoreo Wisdom, A Voice from the Clouds, per gli architravi dei tre archi. La resa scolpita di Lawrie della Wisdom si trova sopra l'arco centrale, fiancheggiata da Sound a sinistra e Light a destra. Il fregio della Sapienza sopra l'ingresso è accompagnato da un'iscrizione che recita "La saggezza e la conoscenza saranno la stabilità dei tuoi tempi", da Isaia 33:6 (KJV). I gruppi scultorei sono accompagnati da decorazioni policrome create da Léon-Victor Solon.

### Interni
Il 30 Rockefeller Plaza è stato progettato con circa 200.000 m² di spazio affittabile in totale. La torre orientale contiene il ristorante Rainbow Room al 65° piano, mentre l'ufficio della famiglia Rockefeller ha occupato i piani dal 54° al 56° della torre fino al 2014. La torre è la sede centrale della NBC e ospita gli NBC Studios, NBC News, MSNBC e le stazioni di punta della rete WNBC e WNJU.
La sovrastruttura utilizza 58.500 tonnellate corte (52.200 tonnellate lunghe; 53.100 t) di acciaio. Per trasportare i visitatori ai piani superiori, Westinghouse installò otto ascensori rapidi nell'edificio RCA. Si muovevano a una velocità media di 1.200 piedi/min (370 m/min) ed erano così costosi da costituire il 13% dell'intero costo di costruzione dell'edificio.

#### Ingresso principale

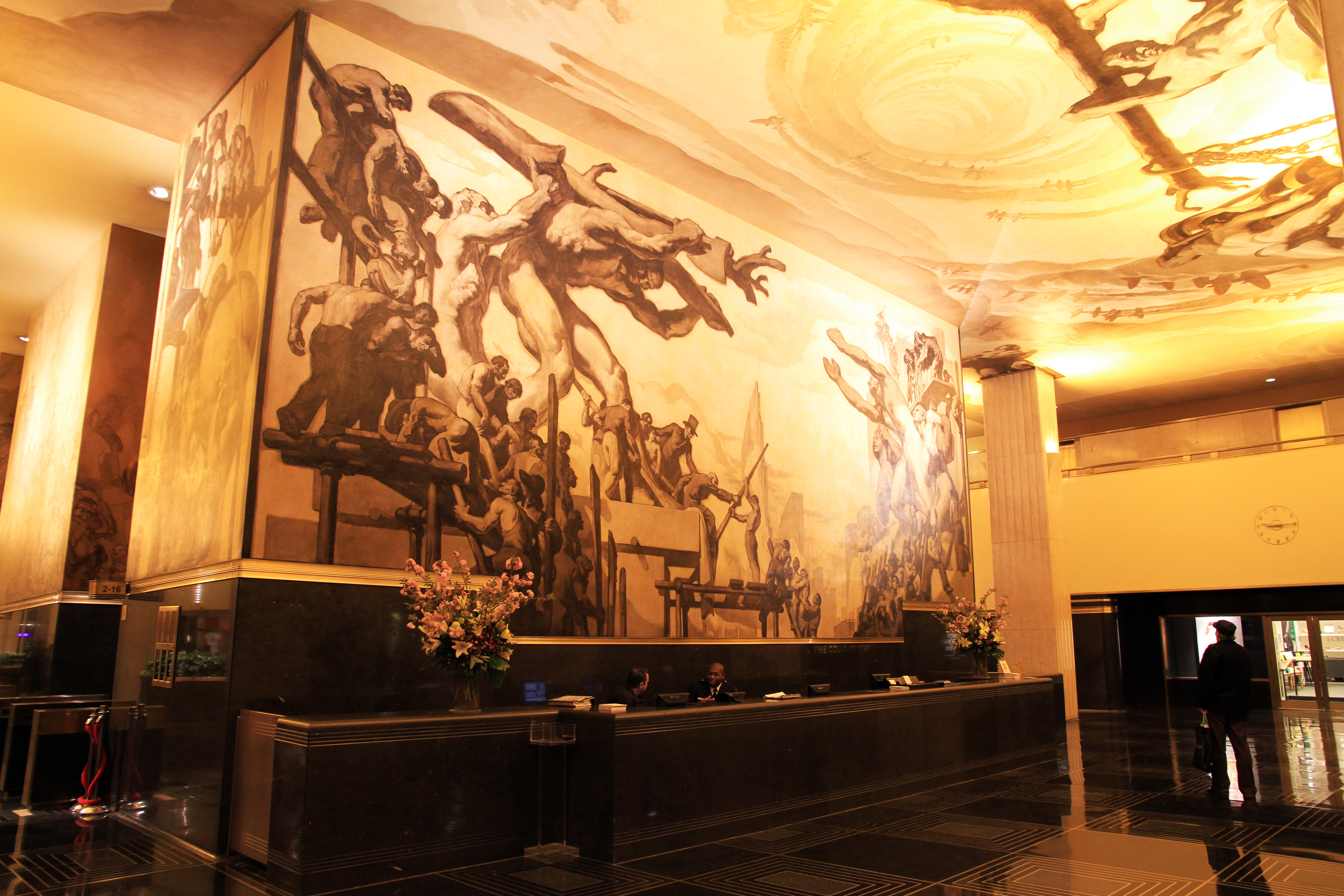
La sezione principale della hall lungo Rockefeller Plaza

L'ingresso principale dell'atrio si trova da Rockefeller Plaza a est, con porte girevoli a doppia anta in bronzo e vetro sotto una parete in bronzo a pannelli. Le porte sono sormontate da una parete in vetro fuso progettata da Lee Lawrie, che misura 4,6 m di altezza per 17 m di larghezza. La parete è composta da 240 blocchi di vetro. Ogni blocco di vetro misura 76 mm di profondità e 480 x 740 mm di larghezza. Di fronte alle porte d'ingresso principali si trova un banco informazioni in marmo grigio Champlain. Quattro grandi pilastri in marmo avorio con lampade incassate sostengono il soffitto immediatamente soprastante.

#### Arte dell'atrio
Josep Maria Sert fu originariamente assunto per dipingere quattro murales nel corridoio della hall nord: Tempo; Spirito della danza; Il trionfo dell'uomo nella comunicazione; Conquista della malattia; Abolizione della schiavitù; Fratellanza degli uomini; e Concorso-1940, raffiguranti diversi aspetti del mondo e dell'umanità. Frank Brangwyn dipinse quattro murales nel corridoio sud, tutti a simboleggiare la relazione degli esseri umani con la spiritualità; completò questi murales con stencil dei temi rappresentati. I dirigenti del Rockefeller Center avevano chiesto a Brangwyn di omettere una raffigurazione di Gesù Cristo da uno dei pannelli; l'artista alla fine raffigurò Gesù di spalle. I murales del corridoio di Brangwyn e Sert misurano 5,2 per 7,6 m ciascuno.

## Storia

### Pianificazione
La costruzione del Rockefeller Center avvenne tra il 1932 e il 1940 su un terreno che John D. Rockefeller Jr. prese in affitto dalla Columbia University. Il sito del Rockefeller Center avrebbe dovuto originariamente essere occupato da un nuovo teatro dell'opera per la Metropolitan Opera. Nel 1928, Benjamin Wistar Morris e il progettista Joseph Urban furono assunti per elaborare i progetti per il teatro. Tuttavia, il nuovo edificio era troppo costoso perché l'opera potesse finanziarlo da sola e necessitava di una dotazione. Il progetto alla fine ottenne il sostegno di John D. Rockefeller Jr.
Con il contratto di locazione ancora in vigore, Rockefeller dovette elaborare rapidamente nuovi piani affinché il sito di tre isolati del Columbia Center potesse diventare redditizio. Raymond Hood, l'architetto capo del Rockefeller Center, ebbe l'idea di negoziare con la Radio Corporation of America (RCA) e le sue controllate, la National Broadcasting Company (NBC) e la Radio-Keith-Orpheum (RKO), per costruire un complesso di intrattenimento multimediale sul sito.

### Costruzione

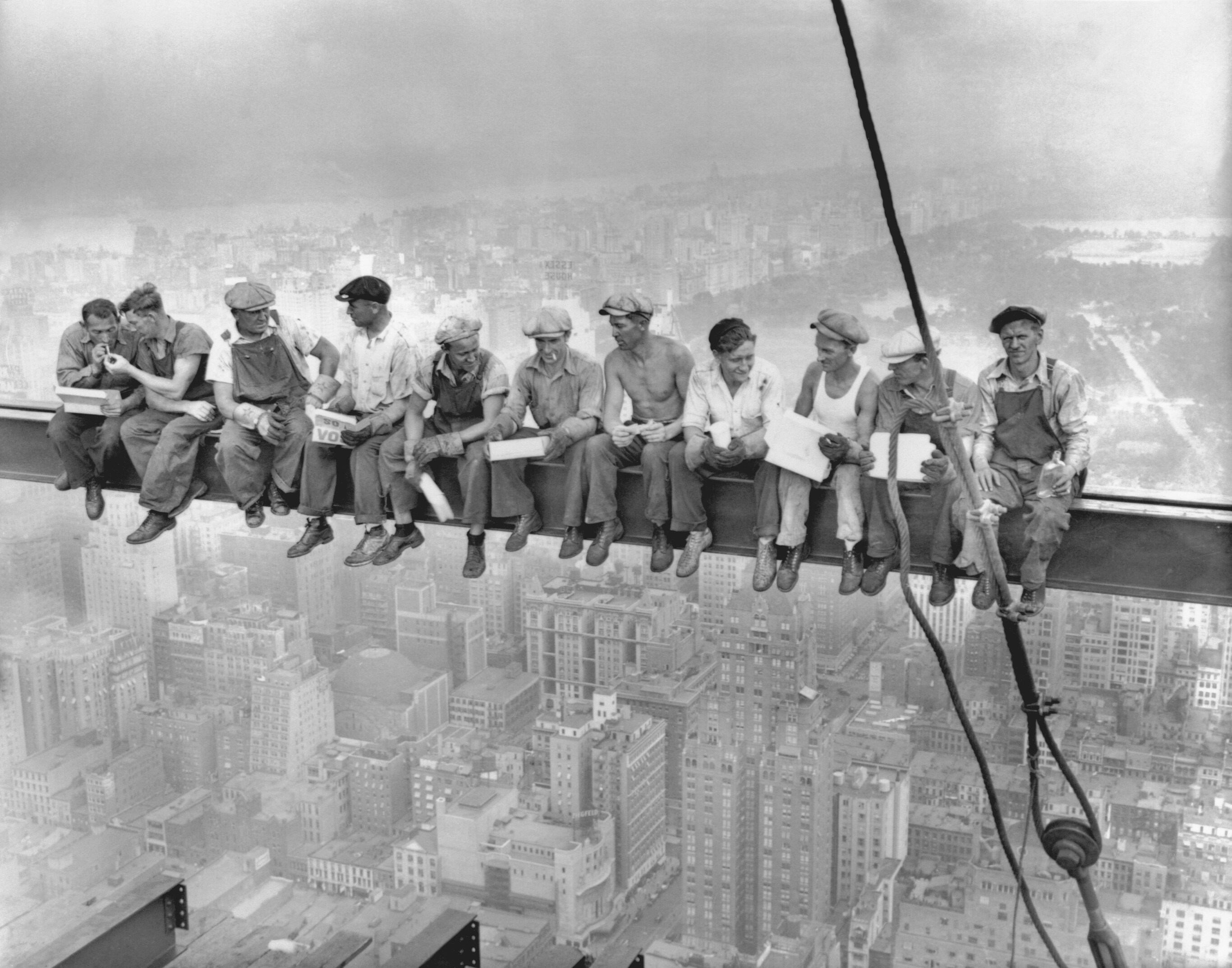
Pranzo in cima a un grattacielo, una foto del 1932 di Charles Clyde Ebbets

I progetti per il Radio City Music Hall e l'RCA Building furono presentati al Dipartimento degli Edifici di New York City nell'agosto del 1931, data entro la quale entrambi gli edifici avrebbero dovuto aprire nel 1932. I lavori sulla struttura in acciaio dell'RCA Building iniziarono nel marzo del 1932. Diversi artisti furono assunti per progettare le opere d'arte per l'RCA Building. Lee Lawrie fu assunto per progettare l'ingresso orientale dell'RCA Building nel giugno del 1932, momento in cui fu annunciata anche la piazza ribassata di fronte all'edificio. Il mese successivo, Barry Faulkner fu incaricato di creare un grande mosaico di vetro sull'ingresso occidentale di fronte alla Sixth Avenue. Gaston Lachaise ricevette l'incarico per i bassorilievi sull'ingresso della Sixth Avenue nel settembre del 1932. Lo stesso mese, Hood e il direttore del complesso John Todd si recarono in Europa per intervistare cinque artisti per la hall. Frank Brangwyn, Josep Maria Sert e Diego Rivera furono assunti il mese successivo, nonostante l'esitazione di John Rockefeller Jr. ad assumere Rivera, un importante comunista.
L'installazione della muratura esterna iniziò nel luglio 1932 e procedette a una velocità di 57 m3 al giorno. L'installazione delle finestre iniziò lo stesso mese. L'acciaio strutturale dell'edificio era arrivato al 64° piano entro il 16 settembre 1932. La fotografia Pranzo in cima a un grattacielo fu scattata il 20 settembre 1932, durante la costruzione del 69° piano; faceva parte di uno stunt pubblicitario per promuovere l'RCA Building. L'edificio fu completato il 26 settembre 1932, quando una bandiera americana fu issata in cima alla torre principale di 66 piani su Rockefeller Plaza. Il rivestimento in pietra calcarea dell'Indiana era stato eretto fino al 15° piano sull'ala di Rockefeller Plaza e la facciata dell'ala di Sixth Avenue era stata completata. La pietra veniva lavorata in quattro fabbriche nello stato di New York e poi spedita a New York City. Due gru mobili sollevavano la pietra da terra fino a due paranchi alti 21 m, che poi la sollevavano ai piani superiori.

### Apertura e primi anni
La Todd, Robertson, la Todd Engineering Corporation, che stava costruendo il Rockefeller Center, si trasferì nell'edificio RCA il 22 aprile 1933, diventandone i primi inquilini. L'edificio RCA avrebbe dovuto aprire ufficialmente il 1 maggio 1933. La sua apertura fu ritardata fino a metà maggio a causa di una controversia sull'Uomo al crocevia di Rivera, che in gran parte derivava dai motivi comunisti del murale. Il 10 maggio 1933, a Rivera fu ordinato di interrompere tutti i lavori sul murale, che era coperto da tela tesa e lasciato incompleto. Anche i murales di Brangwyn erano incompleti al momento dell'apertura dell'edificio. Il murale di Rivera rimase coperto fino al febbraio 1934, quando gli operai lo staccarono dal muro.
Gli uffici della RCA si trasferirono al 52° e 53° piano dell'edificio RCA nel giugno 1933. La famiglia Rockefeller occupò spazio in tutto l'edificio per dare ai potenziali inquilini l'impressione di occupazione. La loro Fondazione Rockefeller, così come il General Education Board e lo Spelman Fund di New York, avevano affittato uno spazio, and the Rockefeller family's Standard Oil Company moved into the RCA Building in 1934. e la Standard Oil Company della famiglia Rockefeller si trasferì nell'edificio RCA nel 1934. La NBC fu uno dei primi inquilini del nuovo edificio RCA e, con 35 studi stipati nella base, fu anche uno degli inquilini più grandi. La Westinghouse si trasferì dal 14° al 17° piano dell'edificio RCA, ricevendo di conseguenza il contratto per gli ascensori dell'edificio. L'American Cyanamid occupò quattro piani e parte di un altro. Other space was taken by the Greek consulate, Altri spazi furono occupati dal consolato greco, dal consolato cinese, dal Consiglio nazionale della sanità, e da una filiale della Chase National Bank. Uno spazio a doppia altezza al centro del piano terra, che era stato difficile da affittare, aprì come Mostra d'arte municipale nel febbraio 1934. Lo spazio, denominato Forum, conteneva una grande scalinata che conduceva a un balcone del secondo piano con sale espositive. Nonostante il gran numero di inquilini, il Rockefeller Center era affittato solo al 59 percento entro la fine del 1933.

### Dagli anni '40 agli anni '70

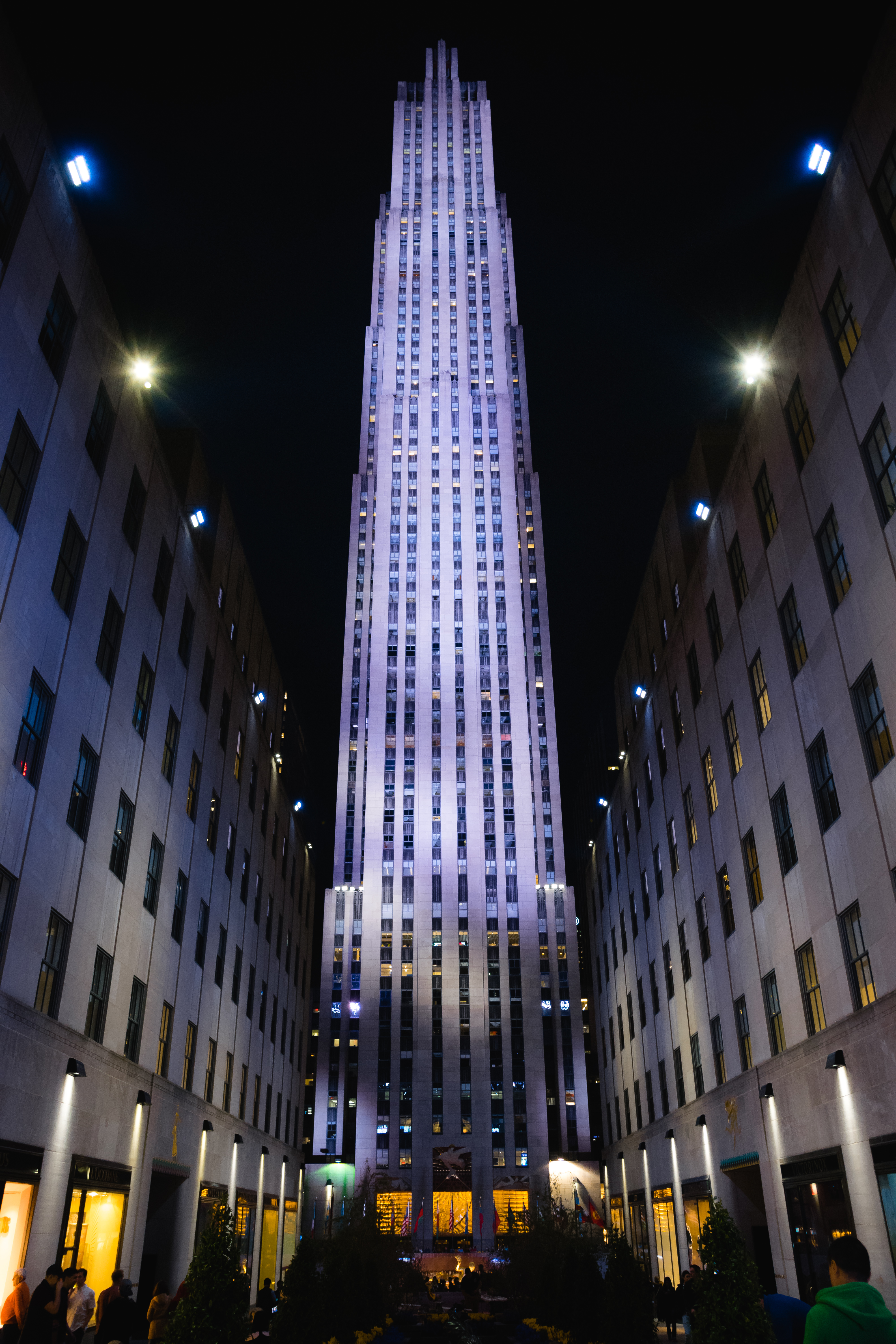
L'edificio di notte visto da Channel Gardens

Nel 1940, due macchine di raffreddamento da 24 tonnellate furono installate nel seminterrato dell'edificio RCA. Le unità di aria condizionata integrarono le unità esistenti dell'edificio RCA e servirono anche 1230 Sixth Avenue, 10 Rockefeller Plaza e 1 Rockefeller Plaza. L'atrio fu poi ristrutturato nel 1941. Come parte del progetto, fu rimosso un cavalcavia al piano mezzanino, l'illuminazione fu migliorata e fu installato un altro murale di Jose Maria Sert. Una sirena antiaerea fu installata in cima al 30 Rockefeller Plaza nel 1942 durante la seconda guerra mondiale.  La Rainbow Room and Grill in cima all'edificio RCA fu chiusa alla fine di quel dicembre a causa della carenza di personale. Nel 1943, i dirigenti del Rockefeller Center acquistarono i lotti al 1242-1248 di Sixth Avenue e al 73 di West 49th Street, parte dell'RCA Building West; questi lotti erano stati precedentemente occupati con un contratto di locazione a lungo termine. L'anno successivo, l'RCA Building era quasi completamente affittato.
Durante la guerra, la stanza 3603 dell'RCA Building divenne la sede principale delle operazioni statunitensi del British Security Co-ordination dell'intelligence britannica, organizzato da William Stephenson. Funse anche da ufficio di Allen Dulles, che in seguito diresse la Central Intelligence Agency. Il faro girevole, che era stato oscurato durante la guerra, fu riattivato nel 1945 dopo che la sirena antiaerea fu smantellata, ma il ristorante Rainbow Room rimase chiuso fino al 1950. Il Museum of Science and Industry si trasferì dai piani inferiori dell'edificio RCA nel 1950. I dirigenti del Rockefeller Center assunsero Carson e Lundin per progettare due nuovi livelli di spazio commerciale con circa 930 m² di nuova superficie. Lo spazio commerciale era due volte più redditizio del museo; lo spazio rimanente a livello stradale fu trasformato in uno studio per il Today Show.
I maggiori inquilini dell'edificio, RCA e NBC, rinnovarono i loro contratti di locazione nel 1958 per 24 anni. Il radar del National Weather Service fu posizionato sul tetto nel giugno 1960, adiacente alle antenne di RCA e NBC, e gli uffici del NWS furono trasferiti nell'edificio quel dicembre. La Singer Manufacturing Company divenne un altro importante inquilino, affittando sei piani nel 1961; ciò richiese l'installazione di un sistema di aria condizionata dedicato al 58° piano per quella società. Inoltre, la Rainbow Room in cima all'edificio fu ristrutturata nel 1965. Un bombardamento anti-guerra del Vietnam avvenne al 19° piano nel 1969, causando danni sostanziali, sebbene nessuno rimase ferito.
Nel 1973, l'insegna della RCA in cima all'edificio fu spenta per risparmiare energia, la prima volta che non si accendeva dalla seconda guerra mondiale. Il gennaio successivo, la RCA rinnovò il suo contratto di locazione per 20 anni, avendo precedentemente considerato di trasferirsi da New York City. L'amministratore delegato della RCA, Robert Sarnoff, annunciò anche che la società avrebbe costruito un "centro direzionale e congressuale" in cima alla sezione centrale dell'edificio. Il centro congressuale sarebbe stato progettato da Ford & Earl Design Associates e Justin Lamb e sarebbe stato alimentato dal calore solare.